# IEEE 802.3ak
IEEE 802.3ak (auch 802.3ak-2004) war der erste Ethernet-Standard für 10-GBit/s-Verbindungen über Kupferkabel und stammt aus dem Jahr 2004. IEEE 802.3ak definiert Verbindungen nach 10GBase-CX4, die aus der Reihe IEEE 802 stammen.
Der Standard ermöglicht Übertragungen mit max. 10 Gbit/s per Twinax-Verkabelung über eine Länge von max. 15 m. Die Geschwindigkeit wird aber nur unter optimalen Voraussetzungen (Stecker, Kabel etc.) gewährleistet. 10GBase-CX4 nutzt zur Verbindung ein XAUI 4-lane Interface, eine Kupferverkabelung, die auch für CX4 kompatibles InfiniBand genutzt wird.